# Lari (suborden)
Lari es un suborden de aves Charadriiformes que incluye a las gaviotas, págalos, charranes, picos tijera, álcidos, canasteras y corredores.
En general los miembros de este suborden son aves grandes, más adaptadas al vuelo que las limícolas, con las que comparten orden. La mayoría son aves acuáticas que viven en el mar o humedales, aunque en invierno algunas pueden alejarse de la costa dirigiéndose al interior continental. Existen excepciones como los corredores que viven en estepas y desiertos.

## Familias
- Laridae
- Rhynchopidae
- Sternidae
- Alcidae
- Stercorariidae
- Glareolidae
- Dromadidae